# Doin' the Voom Voom
Doin' the Voom Voom (ook wel Bailando el Vum Vum) is een compositie van jazz-bandleider Duke Ellington en trompettist Bubber Miley. Ellington en zijn orkest namen deze foxtrot verschillende keren op onder verschillende namen (Duke Ellington and His Cotton Club Orchestra, The Whoopee Makers, The Jungle Band, The Washingtonians), de eerste keer op 8 januari 1929 in New York. Het werd een bescheiden hit, maar is nooit een klassieker geworden. Later hebben ook enkele andere musici het opgenomen, zoals pianist Dick Hyman, trompettist Ron Miles (met Bill Frisell), trombonist Papa Bue Jensen en Duke Heitger & Bernd Lhotzky. 